# Secret (Ayumi Hamasaki)
| Recensione     | Giudizio |
| -------------- | -------- |
| AllMusic       |          |
| Amazon (Japan) |          |
| HMV            |          |

Secret è l'ottavo album studio della cantante giapponese Ayumi Hamasaki, pubblicato dalla Avex Trax il 29 novembre 2006 in Giappone. La stessa Hamasaki ha scritto i testi per tutti i brani dell'album. Il disco ha avuto grande successo in molti paesi dell'Asia ed ha ottenuto triplo disco di platino in Giappone.
Fu questo il primo album di Ayumi Hamsaki a venir pubblicato in Malaysia.
Secret è stato premiato come "Album dell'anno" in occasione dei Japan Gold Disc Awards e la sua title track è stata premiata come "Canzone giapponese dell'anno" ai RTHK International awards ad Hong Kong.

## Tracce[9]
CD
Tutti i testi sono stati scritti da Ayumi Hamasaki.
1. Not Yet - 2:01 (Ayumi Hamasaki, CMJK)
2. Until that Day... - 4:48 (Ayumi Hamasaki, CMJK)
3. Startin' - 4:19 (Ayumi Hamasaki, Kazuhiro Hara, CMJK)
4. 1 Love - 4:30 (Ayumi Hamasaki, Yoji Noi, HΛL)
5. It Was - 4:10 (Ayumi Hamasaki, Naruya Ihashi, Tasuku)
6. Labyrinth - 1:43 (Ayumi Hamasaki, HΛL)
7. Jewel - 4:16 (Ayumi Hamasaki, Tetsuya Yukumi, Shingo Kobayashi)
8. Momentum - 4:12 (Ayumi Hamasaki, Tetsuya Yukumi, HΛL)
9. Taskinst - 1:36 (Tasuku)
10. Born to Be... - 4:51 (Ayumi Hamasaki, Kazuhiro Hara, CMJK)
11. Beautiful Fighters - 5:16 (Ayumi Hamasaki, Kazuhito Kikuchi, CMJK)
12. Blue Bird - 4:09 (Ayumi Hamasaki, D.A.I, HΛL)
13. Kiss o' Kill - 4:40 (Ayumi Hamasaki, Tetsuya Yukumi, Keiji Tanabe)
14. Secret - 4:58 (Ayumi Hamasaki, Tetsuya Yukumi, Hikari)

DVD
1. Startin' (Videoclip) - 5:29
2. Born to Be... (Videoclip) - 4:51
3. Blue Bird (Videoclip) - 4:13
4. Beautiful Fighters (Videoclip) - 5:57
5. Jewel (Videoclip) - 4:20
6. 1 Love (Videoclip) - 5:03
7. Momentum (Videoclip) - 4:41
8. Startin' (Making of) - 4:58
9. Born to Be... (Making of)
10. Blue Bird (Making of)
11. Beautiful Fighters (Making of)
12. Jewel (Making of) - 4:46
13. 1 Love (Making of) - 4:30
14. Momentum (Making of)

## Classifiche e Vendite

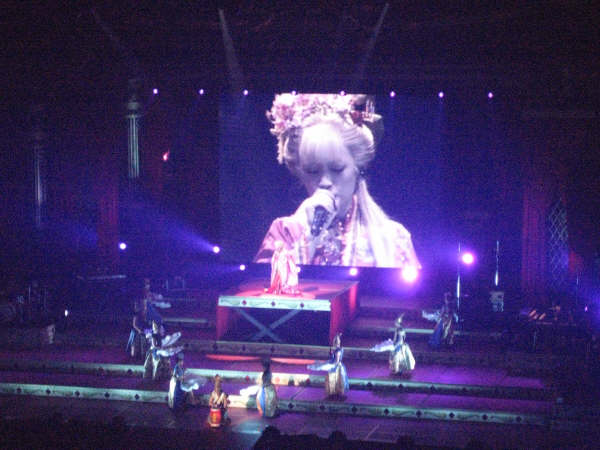
Ayumi Hamasaki live a Shanghai durante il "Asia Tour 2007 ~Tour of Secret~"

### Classifiche Album
| Classifica                             | Posizione raggiunta |
| -------------------------------------- | ------------------- |
| Giappone (Oricon Daily Charts)         | 1                   |
| Giappone (Oricon Weekly Charts)        | 1                   |
| Giappone (Oricon Monthly Charts)       | 1                   |
| Giappone (Oricon Yearly Charts - 2006) | 22                  |
| Giappone (Oricon Yearly Charts - 2007) | 76                  |
| Qorld Albums Top 40                    |                     |

### Vendite album
- Totale Vendite riportate da Avex Trax : 900.000[14]
- Totale Vendite riportare da Oricon : 666.396[10]
- Totale Vendite riportare da RIAJ : 750.000[1]
- Totale Vendite riportate in Asia : 2.000.000[10]

## Date di Pubblicazione
| Nazione       | Data             | Formato    | Etichetta        |
| ------------- | ---------------- | ---------- | ---------------- |
| Giappone      | 29 novembre 2006 | CD, CD+DVD | Avex Trax        |
| Taiwan        | 29 novembre 2006 | CD, CD+DVD | Avex Taiwan      |
| Hong Kong     | 29 novembre 2006 | CD, CD+DVD | Avex Asia        |
| Corea del Sud | 15 dicembre 2006 | CD+DVD     | SM Entertainment |
| Giappone      | 21 marzo 2012    | Playbutton | Avex Trax        |